# Paulo Vitor Barreto de Souza
Paulo Vitor Barreto de Souza (* 12. Juli 1985 in Rio de Janeiro) ist ein ehemaliger brasilianischer Fußballspieler.

## Karriere
Paulo Vitor Barreto begann seine Profikarriere im Jahr 2003 beim Serie-B-Verein FBC Treviso. In seiner ersten Spielzeit erreichte er den 15. Rang mit den Venetiern, blieb in sieben Partien allerdings ohne Torerfolg. In der darauffolgenden Saison 2004/05 erzielte Barreto zwölf Tore in 25 Partien und belegte in der Serie B den vierten Rang mit Treviso, der zu den Playoff-Spielen um den Aufstieg in die Serie A berechtigte. Treviso unterlag in zwei Partien klar gegen Perugia Calcio, stieg dennoch wegen des Konkurses von Perugia in die Serie A auf, die Umbrier dagegen wurden in die Serie C zurückgestuft. Barreto verließ trotz dieses Erfolges den Verein und wechselte im Sommer 2005 zu Udinese Calcio. Auch in Udine gehörte er zum Stammkader, konnte sich jedoch gegen Konkurrenten wie Antonio Di Natale und Fabio Quagliarella nie durchsetzen. Für die Saison 2007/08 kehrte der Angreifer leihweise zum FBC Treviso zurück. Mit seinen 14 Saisontoren half er Treviso den Klassenerhalt in der Serie B zu erreichen.
Am 14. Juli 2008 gab der AS Bari die Ausleihe des Angreifers bis zum Saisonende bekannt. Barreto erwies sich als wichtige Verstärkung für die Apulier. Mit 23 Toren in 32 Partien (12 Torvorlagen) in der Spielzeit 2008/09 wurde er zum besten Torschützen des AS Bari, zudem konnte mit 80 Punkten die Meisterschaft der Serie B gewonnen und der souveräne Aufstieg in die höchste italienische Liga sichergestellt werden. Aufgrund seiner überzeugenden Leistungen, verlängerte der AS Bari die Leihe um ein weiteres Jahr. Auch in der Saison 2009/10 war Barreto bester Angreifer der Apulier und erzielte 14 Saisontore. Nach dem Abstieg der Apulier aus der Serie A wechselte er im Sommer 2011 zu Udinese Calcio. Dort konnte sich Barreto jedoch nicht durchsetzen und absolvierte in eineinhalb Jahren lediglich elf Ligaspiele ohne Torerfolg. Dies veranlasste ihn im Januar 2013 zum Wechsel in die norditalienische Autostadt Turin, wo er für den örtlichen FC spielte.